# Eraris
Els eraris (llatí: aerarii) eren una classe de ciutadans romans que no formaven part de cap de les trenta tribus establertes per Servi Tul·li. Estaven obligats a pagar un impost electoral, que es deixava a criteri dels censors.
Els eraris estaven dividits en tres classes:
- Municipes sine sufragio, els habitants de les ciutats conquerides privats del seu govern local. Tenien dret de comerç i dret de connubium, però no tenien drets polítics. La primera ciutat que va caure en poder dels romans va ser Caere, a Etrúria, i les llistes dels habitants de la ciutat, privats de drets, es va anomenar tabulae Caeritum. Aquest nom es va aplicar a les llistes de ciutadans d'altres ciutats que no tenien drets.
- Infame, és a dir, aquells que havien estat condemnats a infàmia, per haver fet una acció considerada deshonrosa, com ara la bigàmia, o que es dedicaven a oficis vils, gladiador o actor. També els que havien estat condemnats per furt o per injúries.
- Tribals moti et aerarii facti, moguts de la tribu i considerats eraris. Els censors podien aplicar lliurement aquesta consideració.[1]

Aquestes tres classes eren eraris, ja que havien de pagar diners (aes). Com que estaven exclosos de les tribus van perdre el dret de sufragi, i segurament també (encara que això s'ha negat) el ius honorum (el dret a exercir càrrecs que comportessin honors). El cas d'una magistratura ocupada per un erari només es podia donar si hi havia una amnistia aprovada per l'autoritat suprema del poble. Els infames sempre estaven exclosos del servei militar, segons Titus Livi, i sortien mai de la classe dels eraris. Els municipes sine suffragio servien a les legions, o formaven un cos especial de legionaris. Deixaven de ser eraris quan les lleis els van incorporar a la ciutadania romana, com ho van fer amb tots els italians per les lleis Julia de civitate italis danda i Plautia Papiria. Els que els censors anotaven com a eraris tenien més difícil deixar-ho de ser, però un nou censor podia treure'ls de la llista.
Alguns historiadors sostenen que els eraris eren artesans i lliberts però sembla que hi ha evidències prou fortes en contra i que no anava lligat a l'ofici (com els artesans) sinó als drets de ciutadania. Theodor Mommsen deia que els eraris van ser, en el seu origen, estrangers residents (metecs) que no tenien propietats i no es van incloure en la divisió per tribus.